# Лейк-Гарбор (Флорида)
Лейк-Гарбор (англ. Lake Harbor) — переписна місцевість (CDP) в США, в окрузі Палм-Біч штату Флорида. Населення — 49 осіб (2020).

## Географія
Лейк-Гарбор розташований за координатами 26°41′18″ пн. ш. 80°48′28″ зх. д. / 26.68833° пн. ш. 80.80778° зх. д. (26.688444, -80.807895).  За даними Бюро перепису населення США в 2010 році переписна місцевість мала площу 3,40 км², уся площа — суходіл.

## Демографія
Згідно з переписом 2010 року, у переписній місцевості мешкало 45 осіб у 22 домогосподарствах у складі 15 родин. Густота населення становила 13 осіб/км².  Було 25 помешкань (7/км²).
Расовий склад населення:
| - 73,3 % — білих - 17,8 % — чорних або афроамериканців - 8,9 % — осіб інших рас |

До двох чи більше рас належало 0,0 %. Частка іспаномовних становила 20,0 % від усіх жителів.
За віковим діапазоном населення розподілялося таким чином: 11,1 % — особи молодші 18 років, 62,2 % — особи у віці 18—64 років, 26,7 % — особи у віці 65 років та старші. Медіана віку мешканця становила 57,4 року. На 100 осіб жіночої статі у переписній місцевості припадало 87,5 чоловіків;  на 100 жінок у віці від 18 років та старших — 90,5 чоловіків також старших 18 років.
Цивільне працевлаштоване населення становило 0 осіб. 